# (301566) Melissajane
(301566) Melissajane est un astéroïde de la ceinture principale.

## Description
(301566) Melissajane est un astéroïde de la ceinture principale. Il fut découvert le 20 avril 2009 à Mayhill par Norman Falla. Il présente une orbite caractérisée par un demi-grand axe de 2,65 UA, une excentricité de 0,23 et une inclinaison de 12,8° par rapport à l'écliptique.

## Compléments